# Cenzi Flendrovsky

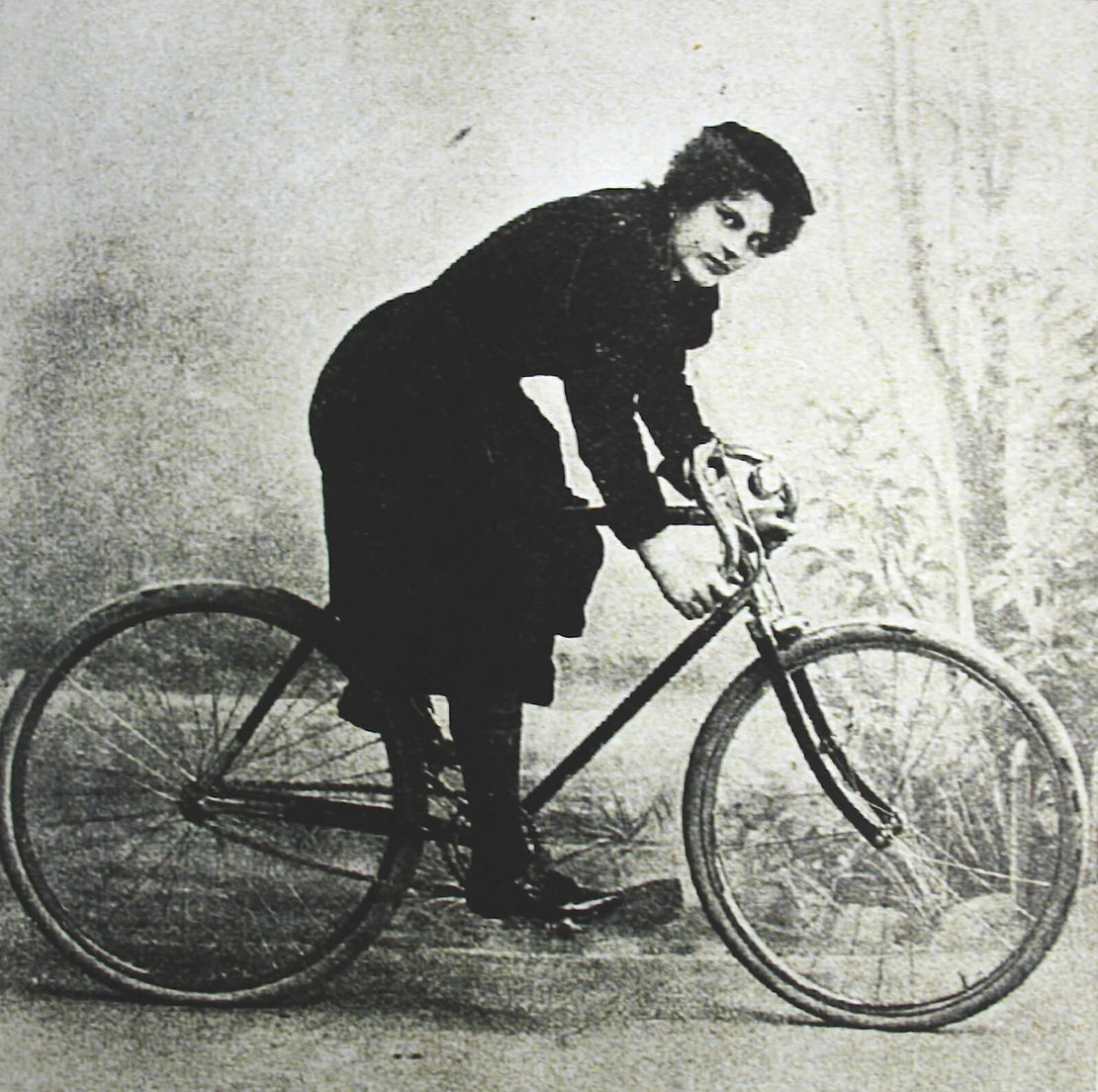
Cenzi Flendrovsky (1898)

Crescentia „Cenzi“ Flendrovsky (auch Cenci und Flendrofsky oder Flendrowsky) (* 18. April 1872 in Wien; † 2. Dezember 1900) war eine österreichische Radsportlerin. Sie gehörte zu den ersten Radrennfahrerinnen, die in Österreich-Ungarn Rennen bestritten. Flendrovsky galt als „eine der schnellsten Frauen Wiens an der Wende zum 19. Jahrhundert“.

## Kindheit und sportliche Laufbahn
Cenzi Flendrovsky wuchs als „Zuwandererkind“ im Wiener Gemeindebezirk Favoriten auf. Ihre Mutter hieß Theresia Summer, ihr Vater war der Tagelöhner Josef Flendrovsky; die Eltern waren nicht verheiratet. Später führte der Vater in Wien einen Gemischtwarenladen. Im Sommer 1896 bot Josef Flendrovsky das „Consumgeschäft mit Käse- und Salamiehandlung auf belebter Hauptstraße, concurrenzlos“ in Favoriten, Götzgasse 5, zum Verkauf an. Cenzi Flendrovsky half im väterlichen Laden aus und träumte dabei vom Radfahren. Zu jener Zeit galt das Fahrrad als Symbol der modernen Gesellschaft und Frauen kämpften zunehmend für ihre Rechte, einschließlich des Wahlrechts.
Cenzi Flendrovsky war Mitglied des Landstraßer Fahrradvereins „Velocitas“. Die erste Erwähnung ihres Namens in Wiener Zeitungen findet sich am 8. Jänner 1897 im Neuen Wiener Tagblatt als Crescentia Flendrofsky. Ihre ersten Rennen bestritt sie im Wintervelodrom der Rotunde im Prater: Am Sonntag, den 10. Jänner 1897 belegte sie im gemischten Zweierfahren zusammen mit W. Classen im ersten Vorlauf den zweiten Platz; im Entscheidungslauf liefen beide zwar auf dem zweiten Platz ein, wurden jedoch „über Einspruch des dritten Paares wegen Kreuzens disqualificirt“. In Wien gab es damals bereits über 200 Fahrradvereine, doch während Männer Rennen fuhren, wurden Frauen meist nur in schönen Kleidern auf geschmückten Rädern für Schaufahrten eingesetzt; für Flendrovsky war jedoch klar, dass sie den echten Rennsport betreiben wollte.
Viele Wiener Radfahrer erinnerten sich „der zierlichen Radfahrerin Frl. Flendrovsky“, die am 18. September 1898 zusammen mit „Frl. Karpischek“ aus Prag Österreich-Ungarn beim ersten „internationalen Damenrennen“ auf der Radrennbahn Kurfürstendamm in Berlin vertreten hatte. In kurzer Zeit errang sie als Radsportlerin mindestens 15 Preise, zumeist im Tandem und in gemischten Wettbewerben. Flendrovsky fuhr mit ihrer rund 16 Kilo schweren „Renn- und Tourenmaschine“ auf Pflasterstraßen, sandigen Landstraßen und Rennbahnen und erarbeitete sich dabei einen Ruf als herausragende Sportlerin.
Cenzi Flendrovsky war am 28. November 1899 auf einer Fotografie im deutsch-österreichischen Damenradsportblatt Draisena zu sehen. Sie trug eine weite Pumphose und schlichte Oberbekleidung, und sie posierte auf einem Herrenfahrrad. Diese Fotografie und die sportlichen Erfolge sind nach Ansicht der Historikerinnen Petra Sturm und Katrin Pilz von historischer Bedeutung, weil sie dem im 19. Jahrhundert verbreiteten Mythos und Klischee vom „Rennradsport als historisch bedingter Männerdomäne“ entgegenstünden. Zu dieser Zeit war es Mode, Frauen auf Damenfahrrädern oder blumengeschmückten Tandems abzubilden. Sie sollten weiblich, attraktiv und unbeschwert wirken, nicht etwa (unfreiwillig) männlich und sportlich-stark. Es galt, den Eindruck zu vermitteln, dass Fahrradfahren so einfach sei, „dass selbst eine Frau es könnte“. Je sportlicher und stärker Frauen wirkten, desto seltener wurden sie abgebildet. Cenzi Flendrovskys Fotografie und ihre Sporterfolge bilden somit einen seltenen Kontrast zu den zeitgenössischen Erwartungen und Haltungen.
Flendrovsky starb im Dezember 1900 im Alter von 28 Jahren an den Folgen einer Sepsis, Folge einer Verletzung des Ellenbogens, die sie sich anderthalb Jahre zuvor während eines Radrennens durch einen Sturz auf der Wiener Bellariastraße zugezogen hatte. Die Entzündung („Beinfraß“) war in den Monaten nach dem Unfall immer weiter fortgeschritten. Um ihr Leben zu retten, rieten die Ärzte zu einer Amputation des verletzten Arms, was sie ablehnte. Die Historikerin Petra Sturm schreibt, dass Flendrovsky angeblich lieber starb, als sich amputieren zu lassen, und zitiert sie mit den Worten: „Sie ist als Rennfahrerin gestorben“. Sie soll bei vollem Bewusstsein und „mit fast heiterem Gemüth“ gestorben sein. Angeblich soll sie noch eine Stunde vor ihrem Tod nach der Allgemeinen Sport-Zeitung sowie der Draisena verlangt haben, um diese zu lesen. Der Trauerzug am 5. Dezember 1900 erfolgte unter der Teilnahme ihres Vereins von ihrem Wohnhaus in der Ettenreichgasse aus. Sie wurde postum als eine in der Sportwelt „bekannte Persönlichkeit, die als Rennfahrerin bedeutende Erfolge aufzuweisen hatte und eine Renntechnik besaß, wie man sie bei keiner anderen Rennfahrerin findet“ gewürdigt.

## Ehrungen
Bevor 2021 der Beschluss zum Abriss des Ferry-Dusika-Hallenstadions in Wien gefasst wurde, gab es Überlegungen, die Halle wegen Dusikas NS-Vergangenheit umzubenennen. Einer der Namen, die genannt wurden, war der von Cenzi Flendrovsky. Am 4. Juni 2024 wurde in Wien die Cenzi-Flendrovsky-Gasse in Favoriten nach ihr benannt.